# Showgirl: The Greatest Hits Tour
Showgirl: The Greatest Hits Tour este un turneu susținut de cântăreața australiană Kylie Minogue. Turneul a început pe 19 martie 2005 și a fost anulat de cântăreață pe 17 mai în același an datorită diagnosticării sale cu cancer mamar. Cântăreața a cântat doar în Europa, concertele din Australia și Asia fiind anulate din cauza descoperirii bolii.

## Set list
- Overtură

Act 1: Showgirl
- „Better the Devil You Know”
- „In Your Eyes”
- „Giving You Up”
- „On a Night Like This”

Act 2: Smiley-Kylie
- Smiley-Kylie Medley
  - „Do You Dare”? (conține elemente din „Step Back In Time )
  - „Shocked” (conține elemente din „It's No Secret”)
  - „What Do I Have to Do?” (conține elemente din „Closer”, „Keep on Pumpin' It” și „What Kind of Fool (Heard All That Before)”)
  - „Spinning Around” (conține elemente din „I'm Over Dreaming (Over You)”, „Step Back In Time”, „Finally”, „Such a Good Feeling”)

Act 3: Denial
- „In Denial” (cu vocea lui Neil Tennant de la Pet Shop Boys pe fundal)
- „Je Ne Sais Pas Pourquoi”
- „Confide in Me”

Act 4: What Kylie Wants, Kylie Gets
- „Red Blooded Woman”/„Where the Wild Roses Grow”
- „Slow”
- „Please Stay”

Act 5: Dreams
- „Over the Rainbow”
- „Come Into My World” (interpretată ca baladă)
- „Chocolate”
- „I Believe in You”
- „Dreams”

Act 6: Kylesque
- „Hand on Your Heart”
- „The Loco-Motion”
- „I Should Be So Lucky”
- „Your Disco Needs You”

Act 7: Minx in Space
- „Put Yourself in My Place”
- „Can't Get You out of My Head”

Encore
- „Especially for You” (Sing-along)
- „Love at First Sight”

## Datele Turneului
| Dată               | Oraș           | Țara      | Locația                                   |
| ------------------ | -------------- | --------- | ----------------------------------------- |
| Europe             |                |           |                                           |
| 19 martie 2005     | Glasgow        | Scoția    | Scottish Exhibition and Conference Centre |
| 20 martie 2005     | Glasgow        | Scoția    | Scottish Exhibition and Conference Centre |
| 22 martie 2005     | Glasgow        | Scoția    | Scottish Exhibition and Conference Centre |
| 23 martie 2005     | Glasgow        | Scoția    | Scottish Exhibition and Conference Centre |
| 24 martie 2005     | Glasgow        | Scoția    | Scottish Exhibition and Conference Centre |
| 26 martie 2005     | Paris          | Franța    | Le Zénith                                 |
| 27 martie 2005     | Rotterdam      | Olanda    | Ahoy Rotterdam                            |
| 28 martie 2005     | Antwerp        | Belgia    | Sportpaleis                               |
| 30 martie 2005     | Viena          | Austria   | Stadthalle                                |
| 31 martie 2005     | München        | Germania  | Olympiahalle                              |
| 1 aprilie 2005     | Basel          | Elveția   | St. Jakobshalle                           |
| 3 aprilie 2005     | Aalborg        | Danemarca | Gigantium                                 |
| 4 aprilie 2005     | Hamburg        | Germania  | Color Line Arena                          |
| 5 aprilie 2005     | Köln           | Germania  | Kölnarena                                 |
| 7 aprilie 2005     | Dublin         | Irlanda   | The Point Depot                           |
| 8 aprilie 2005     | Dublin         | Irlanda   | The Point Depot                           |
| 9 aprilie 2005     | Dublin         | Irlanda   | The Point Depot                           |
| 11 aprilie 2005    | Dublin         | Irlanda   | The Point Depot                           |
| 12 aprilie 2005    | Dublin         | Irlanda   | The Point Depot                           |
| 15 aprilie 2005    | Birmingham     | Anglia    | National Exhibition Centre                |
| 16 aprilie 2005    | Birmingham     | Anglia    | National Exhibition Centre                |
| 17 aprilie 2005    | Birmingham     | Anglia    | National Exhibition Centre                |
| 19 aprilie 2005    | Birmingham     | Anglia    | National Exhibition Centre                |
| 20 aprilie 2005    | Birmingham     | Anglia    | National Exhibition Centre                |
| 21 aprilie 2005    | Birmingham     | Anglia    | National Exhibition Centre                |
| 23 aprilie 2005    | Manchester     | Anglia    | Manchester Evening News Arena             |
| 24 aprilie 2005    | Manchester     | Anglia    | Manchester Evening News Arena             |
| 26 aprilie 2005    | Manchester     | Anglia    | Manchester Evening News Arena             |
| 27 aprilie 2005    | Manchester     | Anglia    | Manchester Evening News Arena             |
| 28 aprilie 2005    | Manchester     | Anglia    | Manchester Evening News Arena             |
| 30 aprilie 2005    | Londra         | Anglia    | Earls Court                               |
| 1 mai 2005         | Londra         | Anglia    | Earls Court                               |
| 2 mai 2005         | Londra         | Anglia    | Earls Court                               |
| 4 mai 2005         | Londra         | Anglia    | Earls Court                               |
| 5 mai 2005         | Londra         | Anglia    | Earls Court                               |
| 6 mai 2005         | Londra         | Anglia    | Earls Court                               |
| 7 mai 2005         | Londra         | Anglia    | Earls Court                               |
| Australia (amânat) |                |           |                                           |
| 19 mai 2005        | Sydney         | Australia | Acer Arena                                |
| 20 mai 2005        | Sydney         | Australia | Acer Arena                                |
| 21 mai 2005        | Sydney         | Australia | Acer Arena                                |
| 23 mai 2005        | Melbourne      | Australia | Rod Laver Arena                           |
| 24 mai 2005        | Melbourne      | Australia | Rod Laver Arena                           |
| 25 mai 2005        | Melbourne      | Australia | Rod Laver Arena                           |
| 27 mai 2005        | Melbourne      | Australia | Rod Laver Arena                           |
| 28 mai 2005        | Melbourne      | Australia | Rod Laver Arena                           |
| 29 mai 2005        | Melbourne      | Australia | Rod Laver Arena                           |
| 31 mai 2005        | Sydney         | Australia | Sydney Entertainment Centre               |
| 1 iunie 2005       | Sydney         | Australia | Sydney Entertainment Centre               |
| 2 iunie 2005       | Sydney         | Australia | Sydney Entertainment Centre               |
| 4 iunie 2005       | Brisbane       | Australia | Brisbane Entertainment Centre             |
| 5 iunie 2005       | Brisbane       | Australia | Brisbane Entertainment Centre             |
| 6 iunie 2005       | Brisbane       | Australia | Brisbane Entertainment Centre             |
| 8 iunie 2005       | Adelaide       | Australia | Adelaide Entertainment Centre             |
| 9 iunie 2005       | Adelaide       | Australia | Adelaide Entertainment Centre             |
| 12 iunie 2005      | Perth          | Australia | Burswood Dome                             |
| 13 iunie 2005      | Perth          | Australia | Burswood Dome                             |
| 14 iunie 2005      | Perth          | Australia | Burswood Dome                             |
| Asia (anulat)      |                |           |                                           |
| 17 iunie 2005      | Singapore City | Singapore |                                           |
| 20 iunie 2005      | Bangkok        | Thailanda | Impact Arena                              |
| 23 iunie 2005      | Hong Kong      | China     |                                           |

## Personal
Regie: Russel Thomas

Producători Executivi: Bill Lord, Kylie Minogue și Terry Blamey

Producător: Philippa R. Pettett

Directori Creativi: William Baker and Alan MacDonald

Musical Producer: Steve Anderson

Coregrafi: Michael Rooney și Raphael Bonachella

Costumație: Carol Jones

Hair Stilist: Karen Alder